# 聖路
《聖路》（英語：A Guide to Recognizing Your Saints）是一部2006年的美國電影，由迪托·蒙蒂爾執導和編劇，改編自蒙蒂爾的2001年英文同名回憶錄，講述1980年代他本人青年時期在紐約阿斯托里亞的故事。主演羅拔·唐尼飾演蒙蒂爾，而沙·拉保夫飾演年輕時的蒙蒂爾。

## 演員
- 羅拔·唐尼 飾 迪托·蒙蒂爾（英语：Dito Montiel）
  - 沙·拉保夫 飾 年輕的迪托·蒙蒂爾
- 蘿莎瑞·道森 飾 Laurie
  - 梅朗妮·狄亞茲（英语：Melonie Diaz） 飾 年輕的Laurie
- 艾力克·羅勃茲 飾 Antonio
  - 卓寧·泰坦 飾 年輕的Antonio
- 查茲·帕明泰瑞（英语：Chazz Palminteri） 飾 Monty Montiel
- 黛安·韋斯特 飾 Flori Montiel
- Scott Campbell 飾 Nerf
  - Peter Tambakis 飾 年輕的Nerf
- 費德利可·卡斯特魯齊奧（英语：Federico Castelluccio） 飾 Antonio / Giuseppe的父親
- Adam Scarimbolo 飾 Giuseppe
- 馬丁·坎波斯頓（英语：Martin Compston） 飾 Mike O'Shea
- 安東尼·德桑多（英语：Anthony DeSando） 飾 Frank the dog walker
- 埃萊奧諾·亨德里克斯（英语：Eleonore Hendricks） 飾 Jenny

## 外部連結
- 官方网站
- 互联网电影数据库（IMDb）上《聖路》的资料（英文）
- AllMovie上《聖路》的资料（英文）
- Box Office Mojo上《聖路》的資料（英文）
- 爛番茄上《聖路》的資料（英文）